# Ulisses 31
Ulisses 31 (宇宙伝説ユリシーズ31, Uchū Densetsu Yurishīzu Sātīwan, lit. Ulisses 31, A Lenda do Espaço) (em francês:  Ulysse 31) é uma série franco-japonesa criada em 1981 inspirada na mitologia grega de Odisseu (conhecido como "Ulysses" em Latim) no século 31 com ficção científica. A série é composta por 26 episódios com meia hora cada e foi produzida por DIC Audiovisuel em conjunto com o estúdio de anime Tokyo Movie Shinsha.

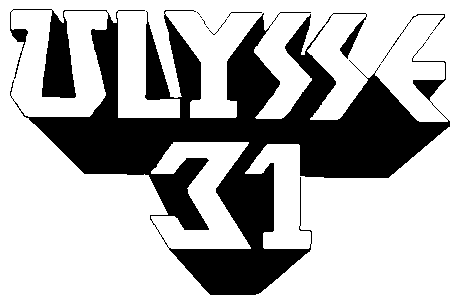
Logotipo do animê "Ulisses 31" (1981), constante nas aberturas dos episódios.

Em Portugal, Ulisses 31 estreou pela RTP em 1983 com a abertura dobrada em português e os episódios na versão francesa original e com legendas em português.

## Enredo
No século XXXI, Ulisses é o grande coordenador da paz solar. Na companhia de amigos e do seu filho Telémaco, ele deixa a base de Tróia a caminho da Terra, a bordo da nave Odisseia. Enquanto Ulisses sai para um planeta desconhecido, Telámaco é sequestrado para ser sacrificado por Ciclope. Ulisses e seus companheiros conseguem destruir o Ciclope, mas desencadeiam a ira de Poseidon e passam a ser perseguido por Zeus. Ulisses é então transportado para outro universo, o Olympus, e todos os seus amigos permanecem "congelados", com excepção de Telémaco, Themis e o pequeno robô Nono. Para poder voltar à Terra, Ulisses terá de encontrar o Reino de Hades.

## Personagens principais
- Ulisses (ユリシーズ, Yurishīzu)

O personagem principal e capitão de 'Odisseia'. Ele alcançou a paz solar, antes de se tornar o assunto da vingança dos Deuses do Olimpo. Sua arma de escolha é uma pistola laser que esconde uma lâmina muito semelhante aos sabre de luz em Guerra nas Estrelas de George Lucas, complementado por um escudo de energia e um cinto que lhe permite a voar. Ulisses é corajoso, nobre, determinado, e nada o vai parar para derrotar os deuses e as condições impostas a si mesmo e a seus companheiros.
- Telêmaco (テレマーク, Teremāku)

O filho de Ulisses e o segundo comandante durante a maior parte da viagem. Amigo e protetor de Yumi. Muito bonito, como descrito por Yumi em seu primeiro encontro. Corajoso, intrépido, e dirigido ao nível. Ele é um piloto experiente, e sua arma de escolha é um estilingue de alta tecnologia, disparando bolas de energia.
- Yumi (ユミ, Yumi)

Têmis na dublagem francesa (após o nome da antiga Titan). A menina alienígena humanoide de pele azul do planeta branco, Zotra. Ela é a irmã mais nova de Numenor e possui poderes telepáticos. Ela foi salva de ser sacrificada para o Ciclope, juntamente com Telêmaco e seu irmão mais velho, por Ulysses. Ela também exibe telecinésia em certa medida, tal como mostrado nos episódios No Coração do Universo and Os Comedores de Lótus; Além disso, ela é imune ao fogo. Embora seja fisicamente muito frágil, ela é muito inteligente e corajosa. Zotrians, além de pele azul, tem cabelos brancos, orelhas pontudas e olhos oblíquos com pupilas verticais de gato; são considerados extremamente bonitos.
- Numinor (ユマイオス, Yumaiosu)

Noumaïos na dublagem francesa. É um adolescente Zotrian e irmão mais velho de Yumi. Ele é salvo por Ulisses de ser sacrificado para o Ciclope. Ele está em animação suspensa junto com o resto da tripulação. Como sua irmã, ele é considerado extremamente bonito. Ele tem uma personalidade doce e muito suave. Ele é corajoso, confiante e leal. Ele acorda três vezes antes de ser finalmente libertado da maldição dos deuses no episódio final da série: A primeira vez dele foi no episódio O Planeta Perdido, onde em Odisséia vem através de uma lua de Zotrian branca. Na segunda vez, em Revolta a Bordo, onde a tripulação estão sujeitas à possessão por uma essência alienígena. E a terceira vez onde está em O Mago de Preto, quando toda a tripulação é despertada por um feitiço poderoso, o mago misterioso de preto. O nome no Japão é Yumaiosu da ortografia katakana para a pronúncia inglesa de Eumeu, o porco-guardião de Odisseia no poema de Homero.
- Nono (ノノ, Nono)

Um pequeno robô companheiro de Telêmaco. Gosta de comer nozes e pregos. Ele é um amigo fiel que foi dado a Telêmaco como presente de aniversário. Ele é um pouco tímido, mas pode ser invocado em caso de crise. Ele é hábil em reparação de máquinas e possui uma enorme força física.
- Shirka (シルカ, Shiruka)

O computador principal de Odisseia. Fala com uma voz feminina profunda. No Japão o nome é 'Shiruka' parece uma forma katakana do nome Circe.
- Zeus (ゼウス, Zeusu)

O Deus dos Deuses, e também o perseguidor do Ulisses.
- Poseidon (ポセイドン, Poseidon)

O Deus dos Mares, ele fica enfurecido com Ulisses pela morte de sua criatura, o Ciclope. Ele exerce um tridente, símbolo de seu poder, e os seus servos pilotam naves que têm o formato de um tridente.
- Hades (アデス, Adesu)

O Deus do submundo. Ulisses deve encontrar o seu reino para encontrar o caminho de volta para a Terra.

## Piloto
Em 1980, a Telecom Animation, TMS Entertainment, e DiC Entertainment produziram um piloto para a série, intitulado simplesmente de "Ulysses 31". Embora tenha havido um lançamento em VHS japonês da série por King Records em 1986, o piloto nunca teve um lançamento oficial em home e foi usado apenas para uso interno. Seria, no entanto, eventualmente vazado e ser transferido para o website DivX Stage6, juntamente com vários outros pilotos da TMS.
O piloto parece só ter sido gravado em japonês.
A história é praticamente idêntica ao episódio de uma das séries acabada; no entanto, a história era a única coisa que foi mantida. Apesar de todos os personagens foram mantidos, alguns passou por grandes reformulações a partir de um projeto típico anime ao observado na série acabada, que é uma mistura de estilo anime japonês e arte europeia baseada na aparência da escultura clássica grega. O ilustradores japoneses famoses e animadores foram Shingo Araki e Michi Himeno, que trabalharam em adaptações de anime e famosos mangás (e.x., Masami Kurumada Os Cavaleiros do Zodíaco, Kojiro e os Guardiões do Universo, Ring ni Kakero, Riyoko Ikeda's A Rosa de Versalhes, e UFO Grendizer OVA) foram responsáveis por projetos da série acabada, de personagens, rotinas de animação e estilo visual.
Fora todos os personagens, Telêmaco recebeu a maior remodelação. Nono foi mantida idêntica ao anime do piloto, sem alterações. Na série, Numenor e Yumi são idênticos ao seu projeto no piloto, apenas a cor de suas roupas foi alterada de roxo e azul escuro para lilás e amarelo, e seu cabelo tornou-se um pouco mais. Além disso, o seu comprimento de inicialização foi encurtado de altura do joelho (no episódio piloto) para comprimento botas normais na série final.
A nave 'Odisseia' 'também recebeu algum trabalho de remodelação, como no episódio piloto que simplesmente se parecia com um anel enorme. O design inspirado em uma forma do olho humano encontrado na série final é uma reminiscência do projeto do anel no episódio piloto.
Outra coisa para notar é que, embora com muitas cenas desfeitas e refeita para o final do episódio 1, foram reutilizados algumas fotos, nomeadamente alguns dos fundos originalmente produzidos para o piloto.

## Banda Sonora
A maior parte da banda sonora original foi composta por Denny Crockett e Ike Egan. (Um equívoco popular é que o grupo de rock Devo compôs e interpretou a canção de abertura nos créditos; quando foi perguntado sobre isso em 2011, Mark Mothersbaugh disse que não estava ainda familiarizado com a série.) Seis temas adicionais consistiram para Shuki Levy e Haim Saban: Potpourri, Final Glory, Space Traffic, Ulysse Meets Ulysse, Mermaids, e Change of Time (Tema de Cronos). Infelizmente, devido possivelmente ao mal processamento, muitas das canções foram muito distorcidas ao longo da série.
Apesar da série não ter sido dobrada em Portugal, e sido emitida legendada em português com a dobragem francesa original pela RTP, foi lançado um vinil com a banda sonora em português em Portugal.
A versão japonesa, por outro lado, tem uma banda sonora diferente. A música foi composta por Wakakusa Kei, que foi responsável pela banda sonora em ambas as séries e ao piloto, que foi produzido em 1980, uma banda sonora oficial foi lançada em conjuntura com a exibição de TV em 1988 por King Records, que também incluiu um versão do tamanho de TV da abertura japonesa e outras canções.

### Temas da Versão Japonesa
- Abertura

Ginga Densetsu Odyssey (銀河伝説オデッセイ, Ginga Densetsu Odissei, A Lenda Galáctica Odisseia) de Tomoaki Taka.
- Encerramento

Ai. Toki no Kanata ni (愛･時の彼方に, Amor, Durante o Outro Lado do Tempo) de Tomoaki Taka.

## Questões legais
Durante meados dos anos 80, houve uma decisão judicial contra os produtores internacionais de Ulisses 31 (Haim Saban) devido à violação de direitos autorais via Lucasfilm Ltd.[carece de fontes?] A sugestão "Battle Theme"/"Ulysse Terrasse le Cyclope" Foi o caso como a peça descaradamente usado John Williams com a sugestão de George Lucas na sequência de Star Wars, The Empire Strikes Back (O Império Contra-Ataca) (ouvido no filme e no álbum da trilha sonora de Williams como "The Battle In The Snow (A Batalha na Neve )"). De acordo com a audiência, foi considerado que as cópias existentes do show poderia usar esta peça musical após os danos fossem pagos. Liberações subsequentes da trilha sonora, mais tarde, omitiram esse tema como royalties que teria que ir a seus respectivos proprietários de que era a música.

## Equipe

### Créditos
- Ideia original: Nina Wolmark, Jean Chalopin
- Diretores: René Borg (Piloto), Shigetsugu Yoshida (Piloto), Tadao Nagahama (Piloto)
- Diretores principais: Tadao Nagahama (Episódio 1), Bernard Deyriès
- Diretores assistentes: Pierre Jodon (Pilot), Michel Boulé (Pilot)
- Produtor: Tatsuo Ikuechi
- Diretor de arte: Morishige Suzuki, Shinji Itoh
- Diretor chefe de animação: Shingo Araki
- Designs de Mecha: Studio Nue, Riyuki Motono
- Produção musical: TMS Ongakushuppan (Versão japonesa)
- Música: Kei Wakakusa (Versão japonesa); Denny Crockett, Ike Egan, Shuki Levy, Haim Saban (Versão internacional)

### Elenco de dublagem
- Japão (Elenco original)
  - Ulisses: Osamu Kobayashi
  - Telêmaco: Yū Mizushima
  - Yumi: Sumi Shimamoto
  - Nono: Mayumi Tanaka
  - Zeus: Shouzou Hirabayashi

- Japão (Elenco de 1992 do canal NHK BS-2)
  - Ulisses: Masane Tsukayama
  - Telêmaco: Nobuo Tobita
  - Yumi: Akiko Yajima
  - Nono: Miki Narahashi
  - Zeus: Shouzou Hirabayashi

- França (Elenco original)
  - Ulisses: Claude Giraud
  - Yumi: Séverine Morisot
  - Telêmaco: Fabrice Josso / Jackie Berger
  - Nono: Jacques Ebner
  - Shyrka: Évelyne Séléna / Sylvie Moreau
  - Zeus: Jean Topart

## Transmissão Mundial
| País           | Canal                        | Ano que foi emitido             | Notas                      |
| -------------- | ---------------------------- | ------------------------------- | -------------------------- |
| Austrália      | ABC Television               | 1983, 1989–2000                 |                            |
| Austrália      | Nickelodeon                  | 1996–1998                       |                            |
| Canadá         | Radio-Canada                 | 1984                            |                            |
| Costa Rica     | Canal 6                      | 1988 aprox.                     |                            |
| Cuba           | Canal 6                      | Entre 1980                      |                            |
| El Salvador    | Canal Cuatro                 | 1985–1986                       |                            |
| França         | FR3                          | 1981–1982, 1982–1983, 1983–1984 |                            |
| Alemanha       | Tele 5                       | No fim de 1980                  |                            |
| Grécia         | ERT                          | 1981–1983                       |                            |
| Irlanda        | RTE                          | 1985–1986                       |                            |
| Itália         | Rai 1                        | 1982–                           |                            |
| Japão          | TV Asahi                     | 1988                            | Os primeiros 12 episódios  |
| Japão          | NHK BS-2                     | 1991                            | Todos os 26 episódios      |
| Japão          | Cartoon Network              | 2007–2008                       | Reprise na versão NHK BS-2 |
| Coreia         | KBS                          | 1988                            |                            |
| Polônia        | TVP 2                        | 1992                            |                            |
| Polônia        | TV 4                         | 2000                            |                            |
| Portugal       | RTP                          | 1983                            |                            |
| Espanha        | TVE1                         | 1982                            |                            |
| Reino Unido    | BBC                          | 1985–1986                       |                            |
| Reino Unido    | Channel 4                    | 1993                            |                            |
| Reino Unido    | The Children's Channel       | 1994–1995                       |                            |
| Reino Unido    | Disney Channel               | 1998–1999                       |                            |
| Reino Unido    | Fox Kids                     | 1999                            |                            |
| Reino Unido    | Jetix                        | 2005–                           |                            |
| Reino Unido    | Toon Disney                  | 2005–                           |                            |
| Estados Unidos | por forma de syndication     | 1986–1987                       | Como parte da Kideo TV     |
| Paquistão      | Network Television Marketing | 1990-1999                       |                            |